# Дорога на Гуантанамо
«Доро́га на Гуанта́намо» (англ. The Road to Guantanamo) — британский фильм режиссёров Мата Уайткросса и Майкла Уинтерботтома. Рассказ о судьбе трёх молодых британских мусульман, которые после событий 11 сентября 2001 года отправились в Пакистан навестить родственников и были арестованы по обвинению в связях с «Аль-Каидой». В тюрьме Гуантанамо их продержали без суда и следствия больше двух лет, каждый день пытаясь добиться у них признание об участии в террористической деятельности. Съёмки фильма велись в Пакистане, Афганистане и Иране, который изображал Кубу. В фильме перемежаются кадры интервью, новостных передач и постановочные сцены.

## Сюжет
Фильм повествует о реальной истории британцев пакистанского происхождения, которые приехали на родину на свадьбу и случайно оказались в Афганистане. Оказавшись в плену у сил Северного альянса они быстро попадают в руки американских военных. Впоследствии они были перевезены в лагерь для военнопленных в Гуантанамо на Кубе, где провели два года. Постоянные допросы, унижения, клевета приводят их на грань нервного срыва. Трое из четверых друзей снялись в фильме Уинтерботтома. Четвёртый пропал без вести в Афганистане, предположительно погиб под бомбардировкой.

## В ролях
| Актёр         | Роль       |
| ------------- | ---------- |
| Риз Ахмед     | Шафик      |
| Фархад Гарун  | Руэл       |
| Вакар Сиддики | Монир      |
| Афран Усман   | Азиф Икбал |
| Шахид Икбал   | Захид      |
| Шер Кхан      | Шер Кхан   |

## Сборы
В США фильм собрал 326 876 $. Сборы во всём мире составили 1 504 943 $.

## Награды
- Серебряный медведь Международного берлинского кинофестиваля за лучшую режиссуру.
- British Independent Film Award за лучший документальный фильм.
- Independent Spirit Awards режиссёрам как лучшим документалистам.
- Prix Italia[3]